# Чемпіонат Китаю з футболу 2020
Китайська Суперліга 2020 — 61-й сезон найвищого рівня футбольних дивізіонів Китаю. Чемпіоном вперше у своїй історії став Цзянсу Сунін. Трьома місяцями пізніше, 28 лютого 2021 року клуб припинив існування, тому у Лізі чемпіонів АФК брали участь клуби, які посіли місця з другого по четверте, а клуб Шицзячжуан Евер Брайт залишився серед учасників Суперліги на наступний сезон.

## Вплив пандемії COVID-19
Змагання, яке планувалось розпочати 22 лютого 2020 року, було перенесено через пандемію COVID-19. Новою датою старту стало 25 липня 2020 року, а формат змагання зазнав змін у бік скорочення кількості матчів та загальної тривалості проведення.

## Регулярний сезон

### Група A (Гуанчжоу)
| Поз | Команда                   | І  | В  | Н | П  | ГЗ | ГП | РГ  | О  | Кваліфікація або пониження |
| --- | ------------------------- | -- | -- | - | -- | -- | -- | --- | -- | -------------------------- |
| 1   | Гуанчжоу Евергранд Таобао | 14 | 11 | 1 | 2  | 31 | 12 | +19 | 34 | Вихід у Чемпіонський раунд |
| 2   | Цзянсу Сунін (C)          | 14 | 7  | 5 | 2  | 23 | 15 | +8  | 26 | Вихід у Чемпіонський раунд |
| 3   | Шаньдун Лунен Тайшань     | 14 | 7  | 3 | 4  | 19 | 11 | +8  | 24 | Вихід у Чемпіонський раунд |
| 4   | Шанхай Грінланд Шеньхуа   | 14 | 5  | 6 | 3  | 16 | 15 | +1  | 21 | Вихід у Чемпіонський раунд |
| 5   | Шеньчжень                 | 14 | 5  | 2 | 7  | 20 | 20 | 0   | 17 | Вихід у Раунд за виживання |
| 6   | Гуанчжоу R&F              | 14 | 4  | 3 | 7  | 14 | 28 | −14 | 15 | Вихід у Раунд за виживання |
| 7   | Далянь Профешнл           | 14 | 2  | 5 | 7  | 18 | 21 | −3  | 11 | Вихід у Раунд за виживання |
| 8   | Хенань Цзяньє             | 14 | 1  | 3 | 10 | 14 | 33 | −19 | 6  | Вихід у Раунд за виживання |

Результати матчів
| Команда                   | Дал | ГуЕ | ГуR | Хен | Цзя | ШаЛ | ШаШ | Шен |
| ------------------------- | --- | --- | --- | --- | --- | --- | --- | --- |
| Далянь Профешнл           | —   | 2–2 | 0–1 | 1–1 | 1–1 | 2–3 | 1–1 | 1–3 |
| Гуанчжоу Евергранд Таобао | 1–0 | —   | 2–1 | 2–1 | 2–1 | 0–1 | 2–0 | 2–0 |
| Гуанчжоу R&F              | 1–0 | 0–5 | —   | 3–1 | 0–2 | 1–5 | 0–2 | 0–2 |
| Хенань Цзяньє             | 0–4 | 1–3 | 1–1 | —   | 3–4 | 0–2 | 0–0 | 1–3 |
| Цзянсу Сунін              | 2–1 | 2–1 | 3–3 | 5–2 | —   | 0–0 | 0–1 | 1–1 |
| Шаньдун Лунен Тайшань     | 0–1 | 1–2 | 0–0 | 2–1 | 0–1 | —   | 0–1 | 2–0 |
| Шанхай Грінланд Шеньхуа   | 2–2 | 1–4 | 2–3 | 2–0 | 0–0 | 1–1 | —   | 3–2 |
| Шеньчжень                 | 3–2 | 1–3 | 3–0 | 1–2 | 0–1 | 1–2 | 0–0 | —   |

### Група B (Сучжоу)
| Поз | Команда               | І  | В  | Н | П  | ГЗ | ГП | РГ  | О  | Кваліфікація або пониження |
| --- | --------------------- | -- | -- | - | -- | -- | -- | --- | -- | -------------------------- |
| 1   | Шанхай СІПГ           | 14 | 10 | 2 | 2  | 26 | 11 | +15 | 32 | Вихід у Чемпіонський раунд |
| 2   | Бейцзін Сінобо Гоань  | 14 | 8  | 4 | 2  | 36 | 19 | +17 | 28 | Вихід у Чемпіонський раунд |
| 3   | Чунцін Дандай Ліфань  | 14 | 7  | 3 | 4  | 22 | 19 | +3  | 24 | Вихід у Чемпіонський раунд |
| 4   | Хебей Чайна Форчун    | 14 | 7  | 3 | 4  | 25 | 23 | +2  | 24 | Вихід у Чемпіонський раунд |
| 5   | Ухань Цзалл           | 14 | 5  | 2 | 7  | 16 | 16 | 0   | 17 | Вихід у Раунд за виживання |
| 6   | Шицзячжуан Евер Брайт | 14 | 4  | 5 | 5  | 18 | 21 | −3  | 17 | Вихід у Раунд за виживання |
| 7   | Ціндао Хуанхай        | 14 | 2  | 4 | 8  | 15 | 27 | −12 | 10 | Вихід у Раунд за виживання |
| 8   | Тяньцзінь Теда        | 14 | 0  | 3 | 11 | 8  | 30 | −22 | 3  | Вихід у Раунд за виживання |

Результати матчів
| Команда               | Бей | Чун | Хеб | Цін | Шан | Шиц | Тян | Уха |
| --------------------- | --- | --- | --- | --- | --- | --- | --- | --- |
| Бейцзін Сінобо Гоань  | —   | 5–2 | 3–1 | 5–1 | 1–2 | 4–0 | 2–0 | 1–0 |
| Чунцін Дандай Ліфань  | 1–2 | —   | 3–1 | 0–0 | 1–0 | 1–0 | 2–2 | 1–0 |
| Хебей Чайна Форчун    | 3–3 | 2–2 | —   | 3–1 | 2–0 | 2–2 | 2–0 | 3–1 |
| Ціндао Хуанхай        | 3–3 | 0–3 | 1–2 | —   | 1–1 | 0–1 | 3–0 | 0–3 |
| Шанхай СІПГ           | 1–0 | 3–0 | 4–0 | 2–1 | —   | 1–1 | 4–1 | 2–1 |
| Шицзячжуан Евер Брайт | 2–2 | 1–4 | 3–1 | 2–2 | 0–1 | —   | 3–0 | 1–0 |
| Тяньцзінь Теда        | 1–3 | 1–2 | 0–1 | 0–2 | 1–3 | 1–1 | —   | 0–0 |
| Ухань Цзалл           | 2–2 | 2–0 | 0–2 | 2–0 | 1–2 | 2–1 | 2–1 | —   |

## Чемпіонський раунд
Всі матчі проводились у місті Сучжоу.

### 1/4 фіналу
| Команда 1               | Заг.         | Команда 2                 | 1-й матч | 2-й матч |
| ----------------------- | ------------ | ------------------------- | -------- | -------- |
| 16/21 жовтня 2020       |              |                           |          |          |
| Хебей Чайна Форчун      | 1:8          | Гуанчжоу Евергранд Таобао | 1:3      | 0:5      |
| 17/22 жовтня 2020       |              |                           |          |          |
| Шаньдун Лунен Тайшань   | 3:4          | Бейцзін Сінобо Гоань      | 2:2      | 1:2      |
| 18/23 жовтня 2020       |              |                           |          |          |
| Шанхай Грінланд Шеньхуа | 1:1 пен. 4:5 | Шанхай СІПГ               | 0:0      | 1:1      |
| 19/24 жовтня 2020       |              |                           |          |          |
| Чунцін Дандай Ліфань    | 1:2          | Цзянсу Сунін              | 1:1      | 0:1      |

### 1/2 фіналу
| Команда 1                  | Заг. | Команда 2                 | 1-й матч | 2-й матч |
| -------------------------- | ---- | ------------------------- | -------- | -------- |
| 28 жовтня/2 листопада 2020 |      |                           |          |          |
| Бейцзін Сінобо Гоань       | 1:3  | Гуанчжоу Евергранд Таобао | 0:0      | 1:3      |
| 29 жовтня/2 листопада 2020 |      |                           |          |          |
| Цзянсу Сунін               | 3:2  | Шанхай СІПГ               | 1:1      | 2:1 дч   |

### Плей-оф за 5-8 місця
| Команда 1                  | Заг.          | Команда 2             | 1-й матч | 2-й матч |
| -------------------------- | ------------- | --------------------- | -------- | -------- |
| 26/31 жовтня 2020          |               |                       |          |          |
| Хебей Чайна Форчун         | 5:8           | Шаньдун Лунен Тайшань | 2:2      | 3:6 дч   |
| 27 жовтня/1 листопада 2020 |               |                       |          |          |
| Шанхай Грінланд Шеньхуа    | 3:3 пен. 9:10 | Чунцін Дандай Ліфань  | 3:1      | 0:2 дч   |

### Матч за 7 місце
| Команда 1               | Заг. | Команда 2          | 1-й матч | 2-й матч |
| ----------------------- | ---- | ------------------ | -------- | -------- |
| 6/10 листопада 2020     |      |                    |          |          |
| Шанхай Грінланд Шеньхуа | 5:1  | Хебей Чайна Форчун | 4:1      | 1:0      |

### Матч за 5 місце
| Команда 1            | Заг.         | Команда 2             | 1-й матч | 2-й матч |
| -------------------- | ------------ | --------------------- | -------- | -------- |
| 6/10 листопада 2020  |              |                       |          |          |
| Чунцін Дандай Ліфань | 5:5 пен. 3:4 | Шаньдун Лунен Тайшань | 4:3      | 1:2 дч   |

### Матч за 3 місце
| Команда 1           | Заг. | Команда 2            | 1-й матч | 2-й матч |
| ------------------- | ---- | -------------------- | -------- | -------- |
| 7/11 листопада 2020 |      |                      |          |          |
| Шанхай СІПГ         | 2:3  | Бейцзін Сінобо Гоань | 1:2      | 1:1      |

### Фінал
| Команда 1           | Заг. | Команда 2                 | 1-й матч | 2-й матч |
| ------------------- | ---- | ------------------------- | -------- | -------- |
| 8/12 листопада 2020 |      |                           |          |          |
| Цзянсу Сунін        | 2:1  | Гуанчжоу Евергранд Таобао | 0:0      | 2:1      |

## Раунд за виживання
Всі матчі проводились у місті Далянь.

### Плей-оф за 9-16 місця
| Команда 1         | Заг. | Команда 2             | 1-й матч | 2-й матч |
| ----------------- | ---- | --------------------- | -------- | -------- |
| 16/21 жовтня 2020 |      |                       |          |          |
| Тяньцзінь Теда    | 3:1  | Шеньчжень             | 2:0      | 1:1      |
| 17/22 жовтня 2020 |      |                       |          |          |
| Далянь Профешнл   | 3:2  | Шицзячжуан Евер Брайт | 1:2      | 2:0      |
| 18/23 жовтня 2020 |      |                       |          |          |
| Хенань Цзяньє     | 2:1  | Ухань Цзалл           | 1:0      | 1:1      |
| 19/24 жовтня 2020 |      |                       |          |          |
| Ціндао Хуанхай    | 1:2  | Гуанчжоу R&F          | 0:0      | 1:2      |

### Плей-оф за 9-12 місця
| Команда 1                  | Заг. | Команда 2      | 1-й матч | 2-й матч |
| -------------------------- | ---- | -------------- | -------- | -------- |
| 26/31 жовтня 2020          |      |                |          |          |
| Далянь Профешнл            | 2:3  | Тяньцзінь Теда | 0:2      | 2:1      |
| 27 жовтня/1 листопада 2020 |      |                |          |          |
| Гуанчжоу R&F               | 3:5  | Хенань Цзяньє  | 1:2      | 2:3      |

### Плей-оф за 13-16 місця
| Команда 1                  | Заг.         | Команда 2             | 1-й матч | 2-й матч |
| -------------------------- | ------------ | --------------------- | -------- | -------- |
| 28 жовтня/2 листопада 2020 |              |                       |          |          |
| Шеньчжень                  | 3:2          | Шицзячжуан Евер Брайт | 1:0      | 2:2      |
| 29 жовтня/2 листопада 2020 |              |                       |          |          |
| Ухань Цзалл                | 3:3 пен. 4:5 | Ціндао Хуанхай        | 2:1      | 1:2 дч   |

### Матч за 9 місце
| Команда 1           | Заг. | Команда 2      | 1-й матч | 2-й матч |
| ------------------- | ---- | -------------- | -------- | -------- |
| 6/10 листопада 2020 |      |                |          |          |
| Хенань Цзяньє       | 2:1  | Тяньцзінь Теда | 0:0      | 2:1 дч   |

### Матч за 11 місце
| Команда 1           | Заг. | Команда 2       | 1-й матч | 2-й матч |
| ------------------- | ---- | --------------- | -------- | -------- |
| 6/10 листопада 2020 |      |                 |          |          |
| Гуанчжоу R&F        | 4:3  | Далянь Профешнл | 0:3      | 4:0 дч   |

### Матч за 13 місце
| Команда 1           | Заг. | Команда 2 | 1-й матч | 2-й матч |
| ------------------- | ---- | --------- | -------- | -------- |
| 6/10 листопада 2020 |      |           |          |          |
| Ціндао Хуанхай      | 1:4  | Шеньчжень | 0:2      | 1:2      |

### Матч за 15 місце
| Команда 1           | Заг. | Команда 2             | 1-й матч | 2-й матч |
| ------------------- | ---- | --------------------- | -------- | -------- |
| 7/11 листопада 2020 |      |                       |          |          |
| Ухань Цзалл         | 2:1  | Шицзячжуан Евер Брайт | 0:0      | 2:1      |

## Плей-оф за право участі у Суперлізі на наступний сезон
| Команда 1               | Заг. | Команда 2   | 1-й матч | 2-й матч |
| ----------------------- | ---- | ----------- | -------- | -------- |
| 18/22 листопада 2020    |      |             |          |          |
| Чжецзян Енергі Грінтаун | 2:3  | Ухань Цзалл | 2:2      | 0:1      |

## Бомбардири
| Поз | Гравець        | Клуб                 | Голи |
| --- | -------------- | -------------------- | ---- |
| 1   | Седрік Бакамбу | Бейцзін Сінобо Гоань | 14   |
| 2   | Паулінью       | Бейцзін Сінобо Гоань | 12   |
| 3   | Джон Мері      | Шеньчжень            | 11   |
| 3   | Маркан         | Хебей Чайна Форчун   | 11   |
| 5   | Алекс Тейшейра | Цзянсу Сунін         | 10   |